# Pseudinodes producta
Pseudinodes producta är en fjärilsart som beskrevs av George Francis Hampson 1910. Pseudinodes producta ingår i släktet Pseudinodes och familjen nattflyn. Inga underarter finns listade i Catalogue of Life.